# Leo Murphy Drona
Leo Murphy Drona SDB (ur. 18 października 1941 w Pangil) – filipiński duchowny rzymskokatolicki, w latach 2004-2013 biskup San Pablo.

## Życiorys
Święcenia kapłańskie przyjął 22 grudnia 1967 w zgromadzeniu salezjanów. Po święceniach rozpoczął pracę w salezjańskim seminarium w Calamba, zaś w 1974 został jego rektorem. Od 1981 przełożony wiceprowincji filipińskiej.
10 czerwca 1987 został prekonizowany biskupem San Jose de Nueva Ecija. Sakrę biskupią otrzymał 25 lipca 1987. 14 maja 2004 został mianowany biskupem San Pablo. 25 stycznia 2013 przeszedł na emeryturę.